# NGC 3010B
NGC 3010B (другие обозначения — UGC 5273, MCG 7-30-65, ZWG 239.35, PGC 28330) — галактика в созвездии Большой Медведицы. Открыта Джоном Гершелем в 1828 году.
Эта галактика, по всей видимости, юго-западная из трёх галактик NGC 3010A, 3010B и 3010С, однако точная информация о том, что именно наблюдал Гершель и как это обозначил, отсутствует — в частности, из-за ошибок при указании координат объектов. Возможно, это PGC 28330, которая в базе данных SIMBAD обозначена как NGC 3010.
Этот объект входит в число перечисленных в оригинальной редакции «Нового общего каталога».